# PeteStrumentals
PeteStrumentals è un album di strumentali del rapper e produttore statunitense Pete Rock, pubblicato il primo maggio 2001 da Barely Breaking Even Records. L'album è il secondo di una serie della BBE Records chiamata Beat Generations, che segue Welcome 2 Detroit del producer J Dilla.
Sia nella prima sia nella seconda edizione, tutte le tracce sono prodotte da Pete Rock.
La critica è positiva per l'album: AllMusic gli assegna 4 stelle su 5 mentre RapReviews assegna 10 stelle su 10 all'album.

## Tracce
Prima edizione
1. A Little Soul – 5:29
2. Play Dis Only At Night – 5:14
3. Something Funky – 4:13
4. For the People – 4:27
5. Hip Hopcrisy – 4:22
6. Smooth Sailing – 4:56
7. Pete's Jazz – 5:21
8. The Boss – 4:35
9. Get Involved – 5:08
10. Give It To Y'all – 3:41
11. Walk On By – 4:37
12. Cake (featuring The UN) – 4:43
13. What You Waiting For – 4:23
14. Nothin' Lesser (Jamie's Mix) (featuring The UN) – 4:38 (musica: remixato da Jamie Staub)

Seconda edizione
1. A Little Soul
2. Play Dis Only At Night
3. Something Funky
4. For the People
5. To My Advantage (featuring Nature)
6. Smooth Sailing
7. Pete's Jazz
8. Back On The Block (featuring CL Smooth)
9. The Boss
10. Get Involved
11. Nothin' Lesser (featuring The UN)
12. Walk On By
13. Take The D Train
14. Mind Frame (featuring Freddie Foxxx)
15. Cake (featuring The UN)
16. Outro

## Classifiche
| Classifica (1998)         | Posizione massima |
| ------------------------- | ----------------- |
| US Top R&B/Hip-Hop Albums | 61                |
| US Independent Albums     | 21                |